# Mooreonuphis dangrigae
Mooreonuphis dangrigae är en ringmaskart som först beskrevs av Kristian Fauchald 1980. Mooreonuphis dangrigae ingår i släktet Mooreonuphis och familjen Onuphidae. Inga underarter finns listade i Catalogue of Life.